# Satyrus lobbichleri
Satyrus lobbichleri är en fjärilsart som beskrevs av Gross 1958. Satyrus lobbichleri ingår i släktet Satyrus och familjen praktfjärilar. Inga underarter finns listade.